# Полинис, Эдмон
Эдмон Сильвестр Полинис (фр. Edmond Sylvestre Polynice; 21 января 1855 — после 1915) — гаитянский военный и политический деятель, дважды исполнявший обязанности президента Республики: с 27 января по 8 февраля 1914 года и с 29 октября по 6 ноября 1914 года.
Входил в состав Комитета общественной безопасности (16 мая — 21 декабря 1902; возглавлял Буарон-Каналь), который временно принял власть в стране после отставки президента Огюстена Симона Сана.

## Деятельность
В начале XX века Гаити была в жесточайшем экономическом и политическом кризисе, её экономика была практически полностью разрушена. Всё это приводило к частым сменам президентов и большому количеству заговоров. С 27 января по 8 февраля 1914 года Эдмон Полинис временно взял власть в стране, став ответственным за обеспечение порядка после отъезда Мишеля Ореста, который был вынужден уйти в отставку под давлением восстания. Генерал Орест Замор, с легкостью одержавший победу над своими северными соперниками, был избран президентом Национальным собранием 8 февраля 1914 года. После отстранения генерала Замора Полинис возглавлял Комитет общественного благосостояния (29 октября — 6 ноября 1914 года), для обеспечения передачи власти Жозефу Теодору.
27 июля 1915 года президент Вильбрэн Гийом Сан приказал казнить заключённых в тюрьмы противников режима. Это вызвало восстание, которое заставило президента искать убежище во французском посольстве, а его ближайшего помощника Шарля Оскара Этьена, лично руководившего казнью — в доминиканском. Эдмон Полинис, у которого в ходе устроенных президентом казней погибли сыновья, лично явился в доминиканское посольство и застрелил Этьена, одновременно с этим толпа ворвалась в посольство и убила президента. По некоторым данным, Эдмон Полинис был в числе заговорщиков, которые стояли за восстанием.
После убийства Вильбрэна Гийома Сана входил в Революционный комитет (28 июля — 11 августа 1915, возглавлял Шарль де Дельва). Фактически комитет контролировал только столицу страны, Порт-о-Пренс и его деятельность проходила на фоне американской интервенции в Гаити и восстания антиамериканского политического деятеля Розальво Бобо. Полинис входил в состав особой комиссии, ведшей переговоры с Бобо. В августе комитет передал власть Филиппу Дартигенаву.